# كارين ويلر
كارين ويلر (بالإنجليزية: Karen Wheeler)‏ هي رسامة أمريكية، ولدت في 1955.

## وصلات خارجية
- الموقع الرسمي